# Barotrauma
Barotrauma eller tryckskillnadsskador är ett samlingsnamn för alla typer av fysiska skador på vävnader som orsakats av ett förändrat omgivande tryck i förhållande till hålrum i kroppen som innesluter gas (eller i gasfickor intill kroppen). Exempel på hålrum som kan drabbas är mellanöron, bihålor, lagade tänder, tarmar och lungor. Även huden kan drabbas genom att det bildas gasfickor i exempelvis en tätslutande klädesplagg eller dylikt. 
Barotrauma uppstår vanligtvis då en kropp förflyttas till eller från en miljö med högt tryck, exempelvis vid dykning eller då ett flygplan snabbt förflyttar sig i höjdled.
En typ av skador uppkommer då gaser vidgar sig och komprimeras vid förändrat tryck, och om gasen är innesluten i en vävnad som inte klarar detta, så skadas den omgivande vävnaden. Då denna komprimering eller utvidgning bara orsakar ett obehag, eller möjligen smärta, så talar man i dykartermer om "Squeeze". En annan typ av barotrauma är dykarsjuka.